# Mortes em junho de 2019
Mortes em 2019: ← Janeiro – Fevereiro – Março – Abril – Maio – Junho – Julho – Agosto – Setembro – Outubro – Novembro – Dezembro →
Esta é uma relação de pessoas notáveis que morreram durante o mês de junho de 2019, listando nome, nacionalidade, ocupação e ano de nascimento.

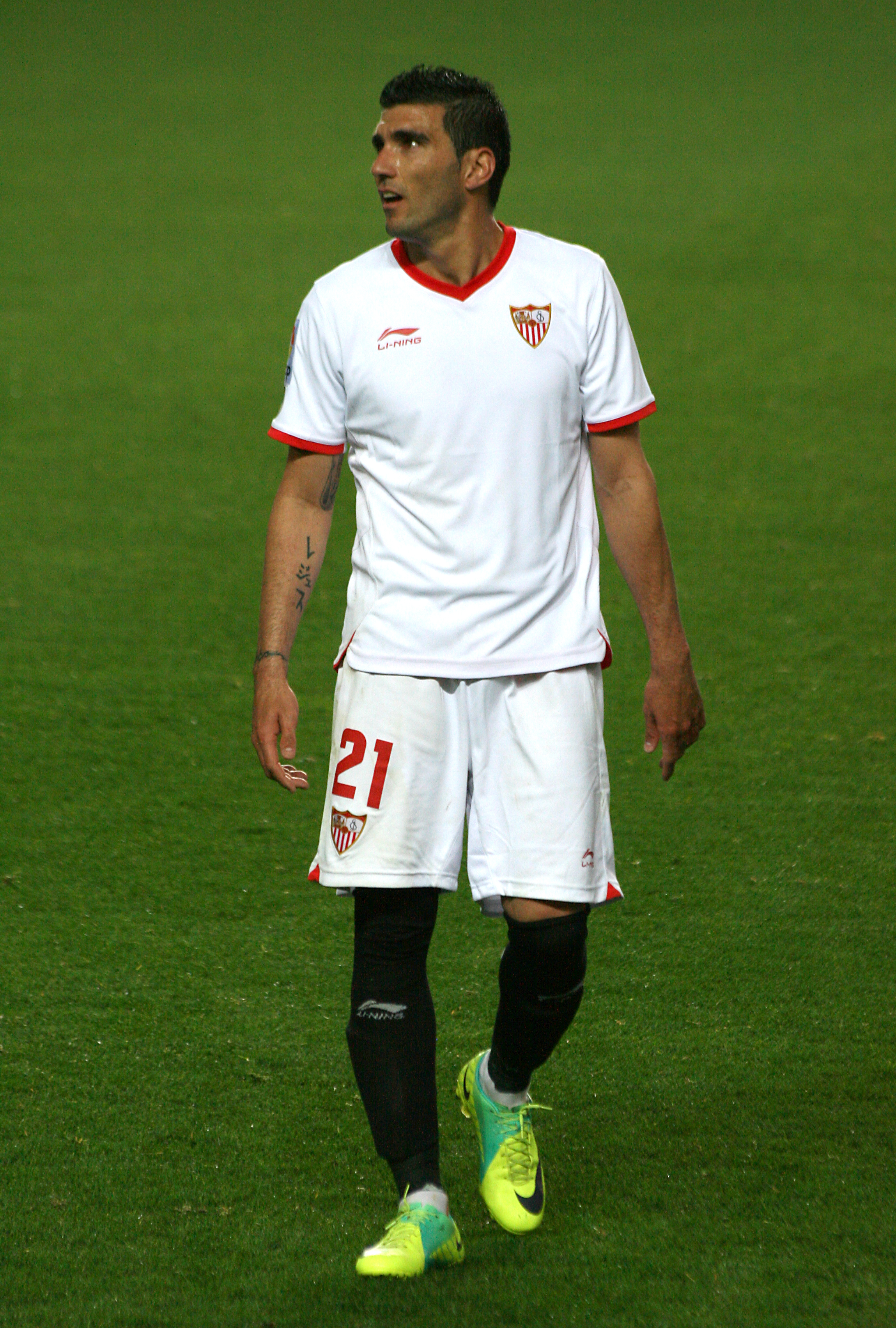
José Antonio Reyes, futebolista espanhol.

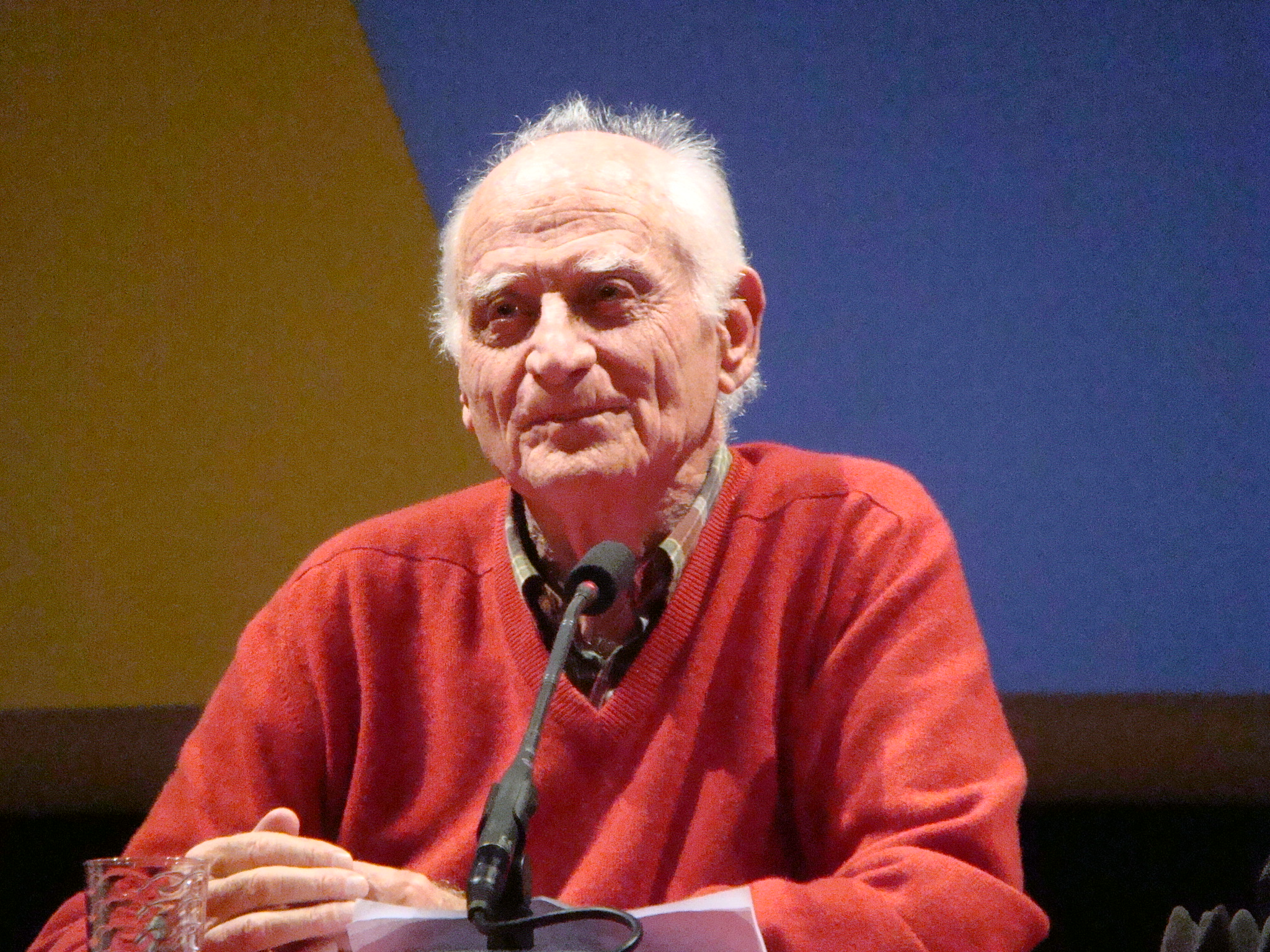
Michel Serres, filósofo francês.

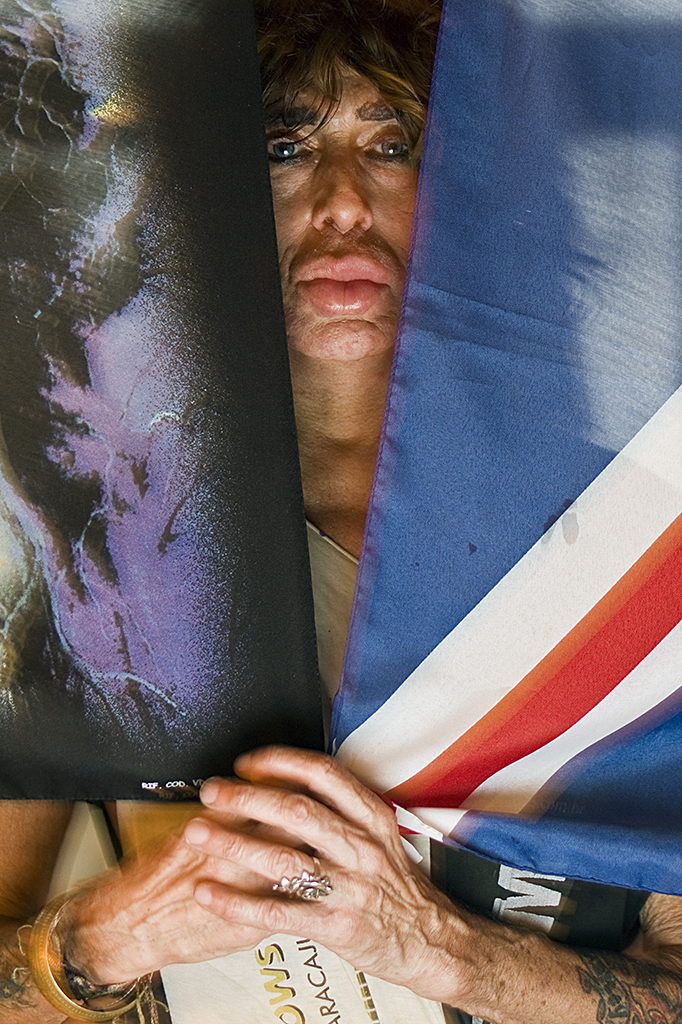
Serguei, cantor brasileiro.

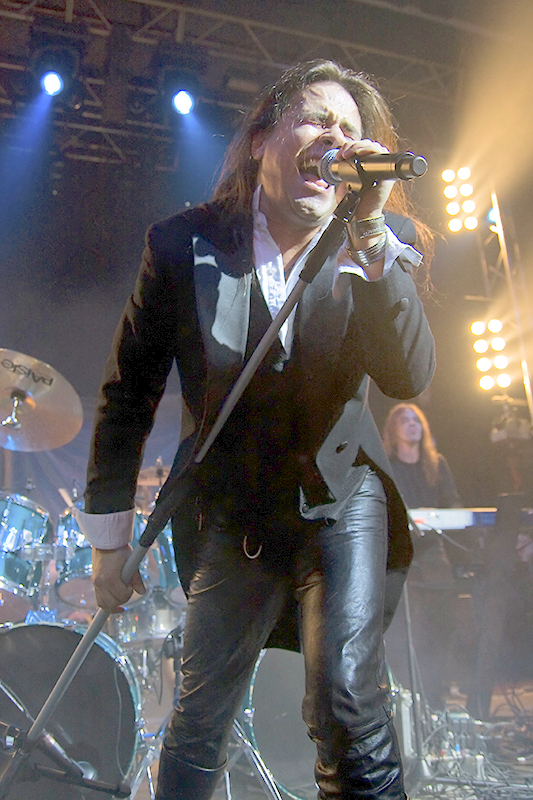
Andre Matos, cantor brasileiro.

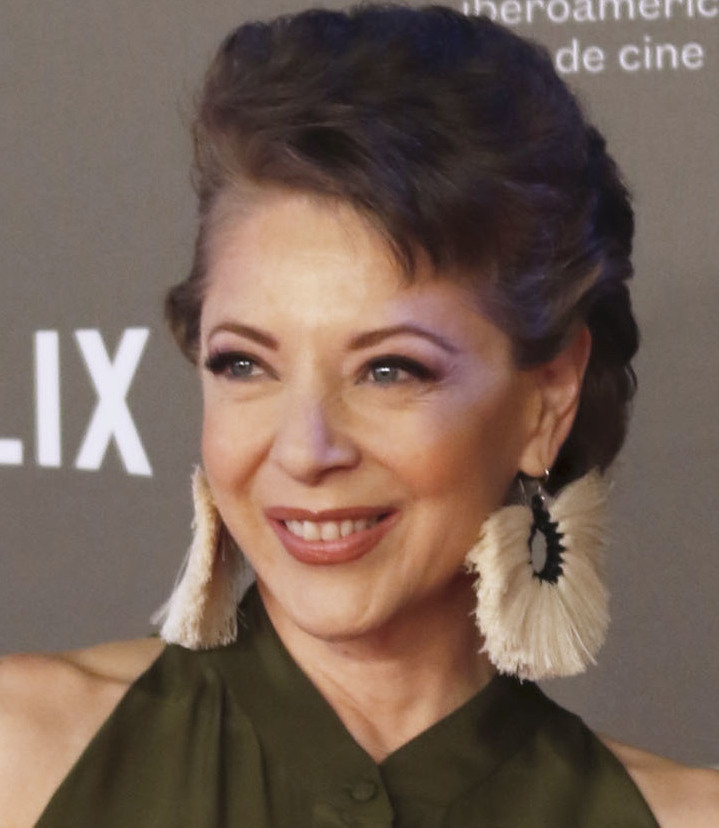
Edith González, atriz mexicana.

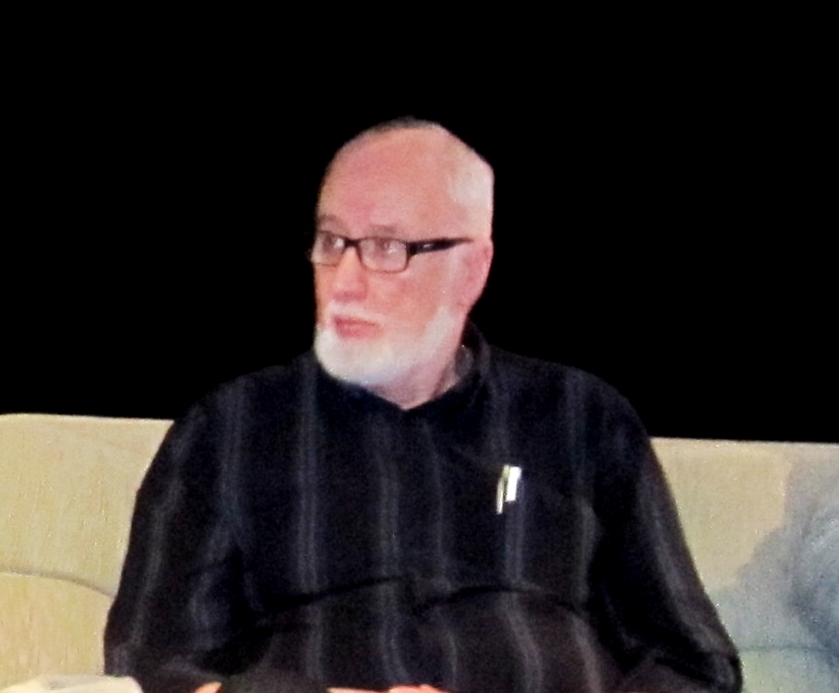
Clóvis Rossi, jornalista brasileiro.

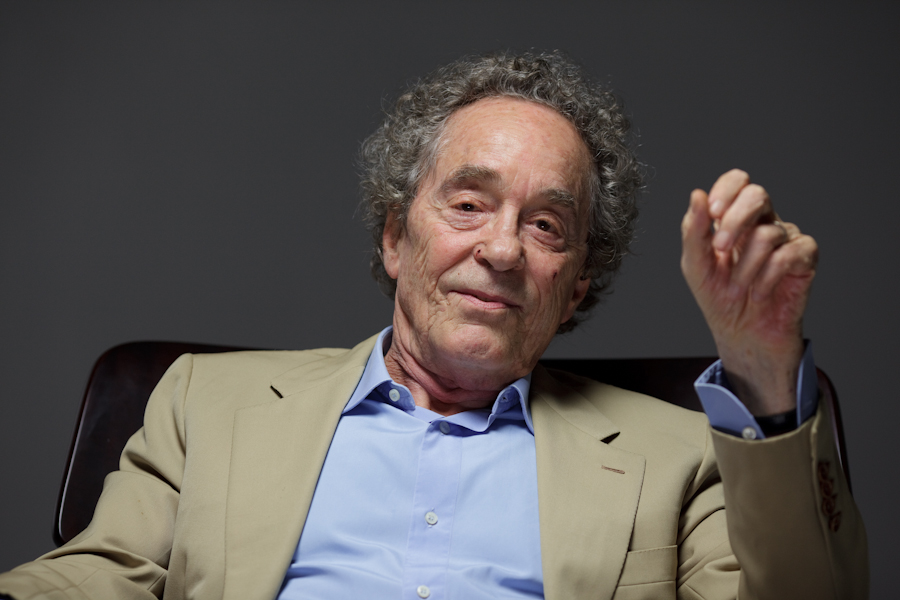
André Midani, produtor musical sírio-brasileiro.

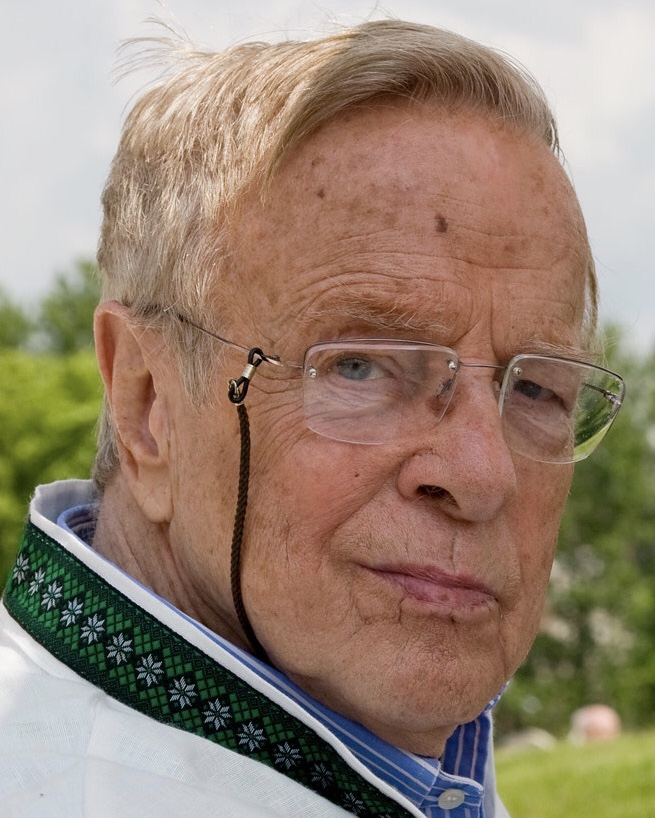
Franco Zeffirelli, cineasta italiano.

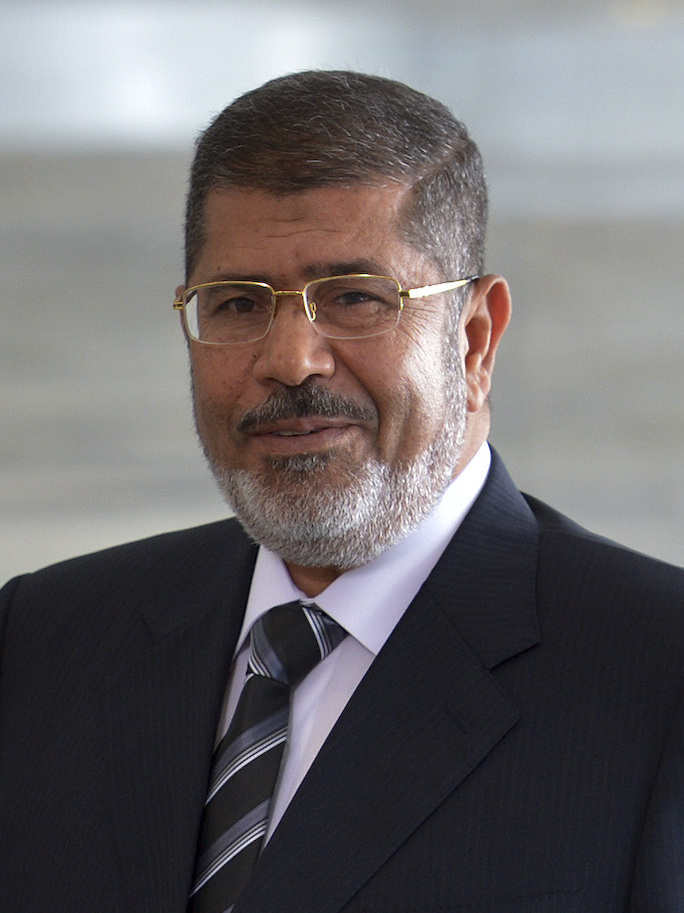
Mohamed Morsi, ex-presidente egípcio.

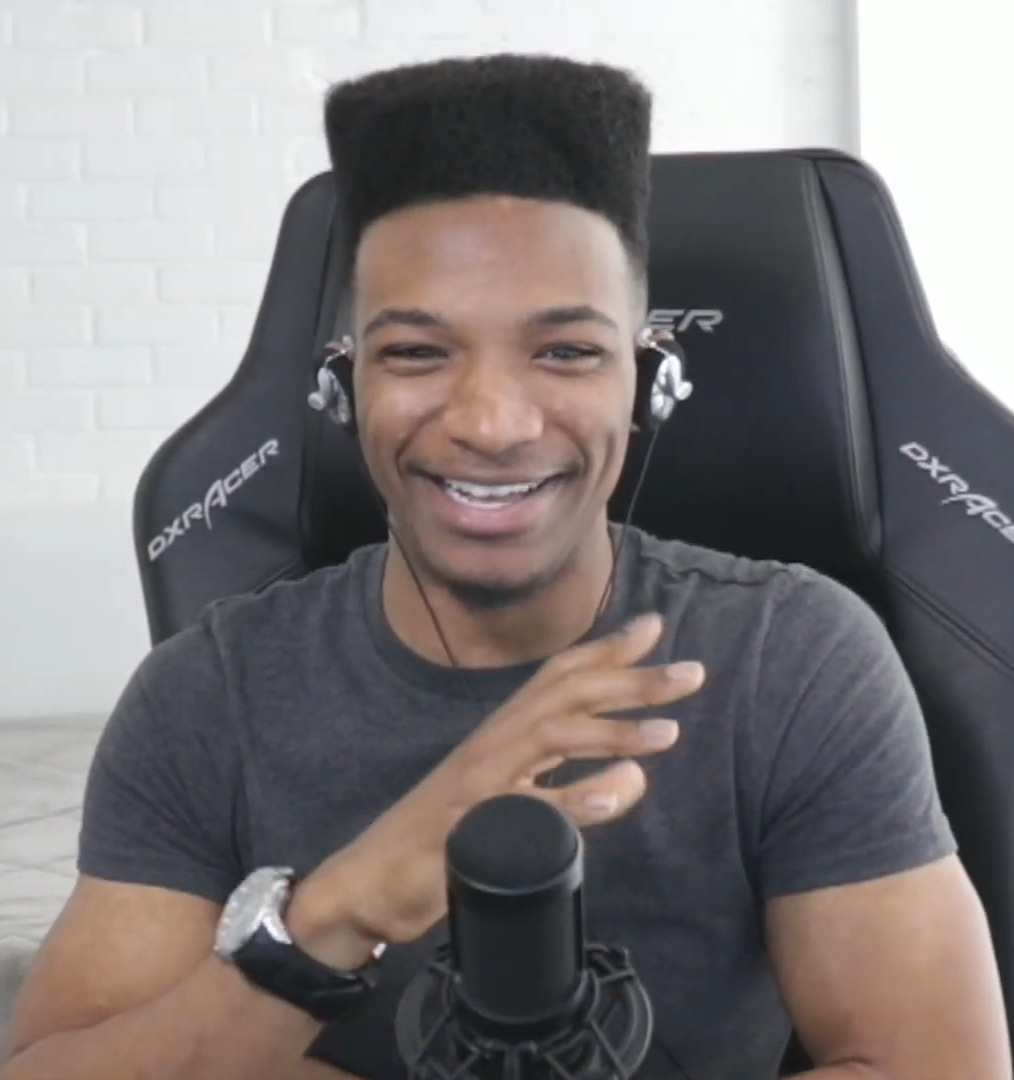
Etika, youtuber estadunidense.

| Dia | Nome                              | Profissão ou motivo de reconhecimento | Nacionalidade  | Ano de nasc. | Ref           |
| --- | --------------------------------- | ------------------------------------- | -------------- | ------------ | ------------- |
| 1   | José Antonio Reyes                | Futebolista                           | Espanha        | 1983         | [ 1 ]         |
| 1   | Michel Serres                     | Filósofo                              | França         | 1930         | [ 2 ]         |
| 2   | Luisinho Lemos                    | Futebolista e treinador               | Brasil         | 1952         | [ 3 ]         |
| 2   | Flora Diegues                     | Atriz, roteirista e diretora          | Brasil         | 1984         | [ 4 ]         |
| 2   | Alan Rollinson                    | Automobilista                         | Reino Unido    | 1943         | [ 5 ]         |
| 2   | Braz de Assis                     | Político                              | Brasil         | 1928         | [ 6 ]         |
| 3   | Agustina Bessa-Luís               | Escritora                             | Portugal       | 1922         | [ 7 ]         |
| 3   | Kenneth Matthews                  | Atleta                                | Reino Unido    | 1934         | [ 8 ]         |
| 3   | Paulo Zimbres                     | Arquiteto                             | Brasil         | 1933         | [ 9 ]         |
| 3   | Jurica Jerković                   | Futebolista                           | Croácia        | 1950         | [ 10 ]        |
| 3   | Sônia Guedes                      | Atriz                                 | Brasil         | 1932         | [ 11 ]        |
| 3   | Guy François                      | Futebolista                           | Haiti          | 1947         | [ 12 ]        |
| 4   | Lennart Johansson                 | Dirigente desportivo                  | Suécia         | 1929         | [ 13 ]        |
| 5   | Elio Sgreccia                     | Cardeal                               | Itália         | 1928         | [ 14 ]        |
| 6   | Dr. John                          | Cantor e compositor                   | Estados Unidos | 1941         | [ 15 ]        |
| 6   | Joan Callahan                     | Filósofa                              | Estados Unidos | 1946         | [ 16 ]        |
| 7   | Serguei                           | Cantor                                | Brasil         | 1933         | [ 17 ]        |
| 7   | Lafayette Galvão                  | Ator e escritor                       | Brasil         | 1931         | [ 18 ]        |
| 7   | Elżbieta Porzec                   | Voleibolista                          | Polónia        | 1945         | [ 19 ]        |
| 8   | Andre Matos                       | Cantor, compositor e pianista         | Brasil         | 1971         | [ 20 ]        |
| 8   | Eloisa Biassoto                   | Química                               | Brasil         | 1924         | [ 21 ]        |
| 9   | Rafael Miguel                     | Ator                                  | Brasil         | 1996         | [ 22 ]        |
| 9   | Bushwick Bill                     | Rapper                                | Jamaica        | 1966         | [ 23 ]        |
| 10  | Beto Mi                           | Cantor                                | Brasil         | 1958         | [ 24 ]        |
| 10  | Peter Whitehead                   | Cineasta                              | Reino Unido    | 1937         | [ 25 ]        |
| 11  | Roberto Bailey                    | Futebolista                           | Honduras       | 1952         | [ 26 ]        |
| 11  | Carl Bertelsen                    | Futebolista                           | Dinamarca      | 1937         | [ 27 ]        |
| 11  | Francisco Miró Quesada Cantuarias | Filósofo, matemático e jornalista     | Peru           | 1918         | [ 28 ]        |
| 11  | Martin Feldstein                  | Economista                            | Estados Unidos | 1939         | [ 29 ]        |
| 11  | Ruben de Carvalho                 | Político                              | Portugal       | 1944         | [ 30 ]        |
| 11  | Aureliano Capelo Veloso           | Político                              | Portugal       | 1924         | [ 31 ]        |
| 12  | Ágio Augusto Moreira              | Padre                                 | Brasil         | 1918         | [ 32 ]        |
| 12  | Armand De Decker                  | Político                              | Bélgica        | 1948         | [ 33 ]        |
| 13  | Edith González                    | Atriz e bailarina                     | México         | 1964         | [ 34 ]        |
| 13  | Déspina Spyrídes Boabaid          | Professora, advogada e escritora      | Brasil         | 1922         | [ 35 ]        |
| 14  | Clóvis Rossi                      | Jornalista                            | Brasil         | 1943         | [ 36 ]        |
| 14  | André Midani                      | Produtor musical                      | Síria / Brasil | 1932         | [ 37 ]        |
| 15  | Franco Zeffirelli                 | Cineasta                              | Itália         | 1923         | [ 38 ]        |
| 15  | Marta Harnecker                   | Escritora e ativista                  | Chile          | 1937         | [ 39 ]        |
| 15  | Maurice Bénichou                  | Ator                                  | França         | 1943         | [ 40 ]        |
| 15  | Dom Marcos                        | Compositor                            | Brasil         | 1955         | [ 41 ]        |
| 16  | Alan Brinkley                     | Historiador                           | Estados Unidos | 1949         | [ 42 ]        |
| 17  | Mohamed Morsi                     | Político                              | Egito          | 1951         | [ 43 ]        |
| 17  | Moacyr Grechi                     | Arcebispo emérito católico            | Brasil         | 1936         | [ 44 ]        |
| 18  | Maria Giuseppa Robucci            | Supercentenária                       | Itália         | 1903         | [ 45 ]        |
| 19  | Etika                             | YouTuber                              | Estados Unidos | 1990         | [ 46 ]        |
| 19  | Rubens Ewald Filho                | Jornalista e crítico de cinema        | Brasil         | 1945         | [ 47 ]        |
| 19  | Pedrinho Gaúcho                   | Futebolista                           | Brasil         | 1953         | [ 48 ]        |
| 21  | Dimítris Christófias              | Político                              | Chipre         | 1946         | [ 49 ]        |
| 21  | Sílvio Baccarelli                 | Maestro                               | Brasil         | 1931         | [ 50 ]        |
| 22  | Paulo Pagni                       | Baterista                             | Brasil         | 1958         | [ 51 ]        |
| 23  | Žarko Varajić                     | Basquetebolista                       | Montenegro     | 1951         | [ 52 ]        |
| 23  | Fernando Roldán                   | Futebolista                           | Chile          | 1921         | [ 53 ]        |
| 23  | Stephanie Niznik                  | Atriz                                 | Estados Unidos | 1967         | [ 54 ] [ 55 ] |
| 24  | Billy Drago                       | Ator                                  | Estados Unidos | 1945         | [ 56 ]        |
| 24  | Ekaterina Mikhailova-Demina       | Militar                               | Rússia         | 1925         | [ 57 ]        |
| 25  | Isabel Sarli                      | Modelo e atriz                        | Argentina      | 1929         | [ 58 ]        |
| 26  | Édith Scob                        | Atriz                                 | França         | 1937         | [ 59 ]        |
| 26  | Jurandir de Andrade Arrué         | Futebolista                           | Brasil         | 1951         | [ 60 ]        |
| 26  | Max Wright                        | Ator                                  | Estados Unidos | 1943         | [ 61 ]        |
| 27  | Fernandinho Guarabu               | Traficante de drogas                  | Brasil         | 1980         | [ 62 ]        |
| 28  | Mário Jorge da Fonseca Hermes     | Basquetebolista                       | Brasil         | 1926         | [ 63 ]        |
| 28  | Lisa Martinek                     | Atriz                                 | Alemanha       | 1972         | [ 64 ]        |
| 30  | Guillermo Mordillo                | Cartunista                            | Argentina      | 1932         | [ 65 ]        |
| 30  | Momir Bulatović                   | Político                              | Montenegro     | 1956         | [ 66 ]        |